# Ich möcht’ so gern Dave Dudley hör’n
Ich möcht’ so gern Dave Dudley hör’n ist ein Lied der deutschen Country-Band Truck Stop. Es war ihr erster großer Hit, der Platz 20 der deutschen Singlecharts erreichte und 16 Wochen in den Charts blieb.

## Hintergrund
Nach der Hinwendung zu deutschsprachigen Liedern veröffentlichte die Band 1977 das Album Zuhause über das Metronome-Sublabel Nature. Die Lieder wurden von Joe Menke und Volker Heintzen produziert. Erste Single des Albums wurde Die Frau mit dem Gurt, doch viele Radiostationen spielten vor allem Ich möcht’ so gern Dave Dudley hör’n. Deshalb wurde der Song als zweite Single des Albums ausgekoppelt.
Die Single stieg am 8. Mai 1978 auf Platz 41 der deutschen Charts ein. Platz 20 erreichte sie erstmals am 22. Mai und dann wieder am 3. Juli. Insgesamt blieb die Single damit 16 Wochen in den Charts. Es handelte sich damit um ihren ersten großen Hit. Obwohl der Song in der ZDF-Hitparade von Mai bis September 1978 fast sechs Monate lang platziert war (Höchstposition Platz fünf), führte sie ihn nicht in der Sendung auf. Allerdings trat sie mit ihm am 4. September 1994 in der Sondersendung Die Superhitparade aus dem ZDF Fernsehgarten 1974–1978 auf.

## Musik und Text
Das Lied wurde von Rainer Bach komponiert, der Text stammt von Holger Grabowsky. Das Lied handelt von einem Lkw-Fahrer, der auf einer Nachtfahrt im Winter durch Deutschland sich außerhalb des Sendebereichs der Soldatensender des AFN befindet und deshalb auf das Programm des NDR zurückgreifen muss. Dabei würde er lieber den titelgebenden Dave Dudley hören oder Hank Snow und Charley Pride. Dave Dudley als Titelträger kam nicht von ungefähr, handelt es sich bei diesem doch um einen der ersten Künstler, der sogenannte „Truck-Driving Country Music“, also Musik, die sich mit dem Thema Lkw auseinandersetzt, gespielt hat. Zudem gibt sich der Lkw-Fahrer am Funkgerät als „hier spricht Gunter G.“ zu erkennen.

## Weitere Versionen
Liveversionen des Albums gibt es unter anderem auf ihrem ersten Livealbum In Concert (1985) und auf dem Album 25 Jahre Truck Stop on Tour (1998). 1993 war es Teil eines Hit-Medleys, das als B-Seite von Männer mit Hut sowie auf dem Album 1000 Meilen Staub veröffentlicht wurde. Ansonsten war es Bestandteil zahlreicher Kompilationen der Band.
Auf dem Jubiläumsalbum 30 Jahre Truck Stop interpretierte die Band den Song zusammen mit Tom Astor. Wolfgang Petry coverte den Song auf seinem Coveralbum Meine Lieblingslieder. Zudem nahm die deutsche Fun-Metal-Band J.B.O. eine satirische Coverversion mit dem Titel Ich möcht' so gerne Metal hör'n für ihr Album Sex Sex Sex auf, das im Jahr 2000 erschien.